# Vive l'amour (film, 1947)
Pour les articles homonymes, voir Vive l'amour et Good News.
Pour plus de détails, voir Fiche technique et Distribution.
Vive l'amour (Good News) est un film musical américain en Technicolor réalisé par Charles Walters, sorti en 1947.
Il s'agit de la seconde adaptation de l'opérette à succès Good News jouée en 1927 à Broadway (la première date de 1930).

## Synopsis
Dans une université des années 1920, Tommy Marlowe, athlète populaire de football, n'a plus le droit de jouer jusqu'à ce que ses notes s'améliorent. Un professeur demande à la discrète étudiante Connie Lane de lui donner des cours privés. Connie l'admire en secret. Tommy est attiré par la nouvelle étudiante Pat McClellan, mais celle-ci ne lui montre aucun intérêt. Apprenant qu'elle s'intéresse au français, Tommy prend donc des leçons privées. Tommy et Connie tombent progressivement amoureux...

## Fiche technique
- Titre français : Vive l'amour
- Titre original : Good News
- Réalisation : Charles Walters
- Scénario : Betty Comden et Adolph Green d'après la comédie musicale de Laurence Schwab, Buddy G. DeSylva, Frank Mandel (livret), Buddy G. DeSylva, Lew Brown (lyrics)  et Ray Henderson (musique)
- Direction artistique : Edward C. Carfagno et Cedric Gibbons
- Décors : Edwin B. Willis
- Costumes : Helen Rose et Valles
- Chorégraphie : Robert Alton
- Photographie : Charles Edgar Schoenbaum
- Montage : Albert Akst
- Musique :
  - Chansons originales : Buddy G. DeSylva, Lew Brown (lyrics), Ray Henderson (musique)
  - Chansons additionnelles : Betty Comden, Adolph Green, Ralph Blane, Hugh Martin, Roger Edens
  - Direction musicale : Lennie Hayton
  - Arrangements vocaux : Kay Thompson
- Production: Arthur Freed ; Roger Edens (producteur associé)
- Société de production : MGM
- Pays de production : États-Unis
- Langue originale : anglais
- Format : couleur (Technicolor) – 35 mm – 1,37:1 – mono (Western Electric Sound System)
- Genre : film musical et comédie romantique
- Durée : 93 min
- Dates de sortie : 
  - États-Unis : 26 décembre 1947
  - France : 6 juillet 1949

## Distribution
- June Allyson : Connie Lane
- Peter Lawford : Tommy Marlowe
- Patricia Marshall : Pat McClellan
- Joan McCracken : Babe Doolittle
- Ray McDonald : Bobby Turner
- Mel Tormé : Danny
- Robert E. Strickland : Peter Van Dyne III
- Donald MacBride : Coach Johnson
- Tom Dugan : Pooch
- Clinton Sundberg : Professeur Burton Kennyon
- Loren Tindall : Beef
- Connie Gilchrist : Cora, la cuisinière
- Morris Ankrum : Dean Griswold
- Georgia Lee : Flo
- Jane Green : Mme Drexel

Actrices non créditées
- Sarah Edwards : Mlle Pritchard
- Mary Stuart : Flossie

## Distinctions
- Oscars 1948 : Nomination à l'Oscar de la meilleure chanson originale pour Pass That Peace Pipe (Ralph Blane, Hugh Martin, Roger Edens)